# Google Ngram Viewer
De Google Ngram Viewer is een online zoekmachine die per jaar laat zien hoe vaak bepaalde woorden gebruikt worden. Deze functionaliteit maakt het mogelijk om (gedrukte) bronnen vanaf 1500 tot heden te raadplegen. De Ngram viewer werkt in verschillende talen, zoals het Engels, Chinees, Hebreeuws en Russisch. De Digitale Bibliotheek voor de Nederlandse Letteren geeft door middel van de viewer de mogelijkheid om Nederlandstalige teksten te doorzoeken.
Het programma kan speuren naar een woord of een zin, ook al komen er spelfouten in voor. Het resultaat is te zien in een grafiek. De Ngram viewer indexeert alle voorkomende lettercombinaties (Ngrams) in de miljoenen boeken die Google gedigitaliseerd heeft en op internet beschikbaar heeft gesteld. 
Veel trends uit de afgelopen eeuw zijn op deze manier zichtbaar. Els Stronks, hoogleraar Vroegmoderne Nederlandse letterkunde, ontdekte hoe het woord jeugd  de afgelopen eeuwen in betekenis is veranderd. Fotograaf Hans Aarsman maakt gebruik van de viewer om te zien welke onderwerpen trending topic zijn.